# Wyspy Nowosyberyjskie
Wyspy Nowosyberyjskie (ros. Новосиби́рские острова, Nowosibirskije ostrowa) – archipelag położony na Oceanie Arktycznym, pomiędzy Morzem Łaptiewów a Morzem Wschodniosyberyjskim o łącznej powierzchni ponad 35 tys. km², administracyjnie należą do Jakucji.

## Geografia i geologia
Archipelag składa się z trzech grup wysp: Wysp Anjou (właściwe Nowosyberyjskie), Wysp Lachowskich i Wysp De Longa. Największą wyspą archipelagu jest Kotielnyj o powierzchni 23 tys. km², pod względem powierzchni 47. wyspa na świecie.
Większość wysp zbudowana jest z luźnych materiałów osadowych, zachodnie wyspy zbudowane są z wapieni i łupku. Najwyższy szczyt wysp wznosi się na wysokość 374 m.

## Klimat
Na wyspach panuje klimat arktyczny, pokryte są śniegiem przez 9 miesięcy w roku, przeciętna temperatura w styczniu wynosi od −28 °C do −31 °C. W czerwcu na brzegach wysp maksymalna przeciętna temperatura to +8 °C do +11 °C, a minimalna przeciętna temperatura waha się od 3 °C do +1 °C. Wewnątrz wysp jest znacznie cieplej, przeciętna maksymalna temperatura wynosi od +16 °C do +19 °C, a minimalna od +3 °C do +6 °C. Roczne opady atmosferyczne do 132 mm.

## Przyroda
Na wyspach znajduje się wiele jezior i bagien, a powierzchnia wysp usłana jest warstwą grubego piasku i żwiru, bez pokrycia darnią. Brak tu całkowicie drzew i krzewów. Gatunki zielne występują kępkami, a w niektórych miejscach znajdują się siedliska mchów i porostów. Rosną tu m.in.: skalnica rozesłana, pięciornik poziomkowaty, mak arktyczny (Papaver radicatum), kosmatka polarna (Luzula hyperborea), kuklik, szczawiór alpejski, Ranunculus nivalis, Cochlearia arctica (gatunek warzuchy), dębik ośmiopłatkowy (na Wyspie Bennetta) i kilka gatunków traw. Fauna jest uboga, po lodzie dostają się tutaj renifery tundrowe, wilki i lisy polarne, a zalatują pardwy. Obficie występuje leming brunatny. Ptasie kolonie znajdują się na Wyspie Bennetta i Bielkowskiej. Mieszkają w nich: nurniki, mewy, lodówki, nurzyki, kamuszniki, nur rdzawoszyi, pardwa Biruli (Lagopus lagopus birulai) i edredon turkan.

## Historia
Pierwsze wzmianki o wyspach pojawiły się na początku XVIII wieku w przekazach Kozaka Jakowa Piermiakowa (Яков Пермяков). Na największej wyspie Kotielnyj w latach 1923–1993 znajdowała się rosyjska baza militarna, którą 13 września 2013 reaktywowano.